# Гмунден
Гмунден град је у Аустрији, смештен у средишњем делу државе. Значајан је град у покрајини Горња Аустрија, где је седиште истоименог округа Гмунден.
Гмунден је познато туристичко одредиште у Аустрији захваљујући свом положају на језеру и бањским лечилиштима.
Град је такође познат и по свом трамвају, који је са око 2,5 km дужине један од најкраћих на свету.

## Природне одлике
Гмунден се налази у средишњем делу Аустрије, 250 км западно од Беча. Главни град покрајине Горње Аустрије, Линц, налази се 70 km северозападно од града.
Град Гмунден се сместио на северној обали Траунског језера, на месту где из њега отиче река Траун. Око града се стрмо издижу Алпи под шумама. Надморска висина града је око 430 m. Околина града, позната као Салцкамергут, је посебно сликовита и са веома развијеним туризмом.

## Становништво
| 1981.  | 1991.  | 2001.  | 2011.  |
| ------ | ------ | ------ | ------ |
| 12.653 | 13.133 | 13.184 | 13.086 |

По процени из 2016. у граду је живело 13272 становника. Последњих деценија број градског становништва стагнира.

## Партнерски градови
- Фаенца
- Торнеш

## Галерија
- Панорама Гмундена
- Поглед на град са језера
- Градска кућа Гмундена
- Градска римокатоличка црква